# Гримшоу, Джон Эткинсон
Джон Эткинсон Гримшоу (обычно просто Эткинсон Гримшоу, англ. John Atkinson Grimshaw; 6 сентября 1836, Лидс — 13 октября 1893, Лидс) — живописец Викторианской эпохи, наиболее известный своими городскими пейзажами, передающими туман и сумерки.

## Биография и творчество
Эткинсон Гримшоу родился 6 сентября 1836 года в Лидсе.
В 1856 году женился на своей двоюродной сестре Фрэнсис Хаббард (1835—1917). В 1861 году, вопреки желанию родителей, бросил работу клерка в железнодорожной компании и занялся живописью. Он начал выставляться с 1862 года под эгидой Философского и Литературного общества Лидса, изображая в основном птиц, а также натюрморты с цветами и фруктами. В 1870-е годы стал известным художником и смог арендовать дом в Скарборо, графство Северный Йоркшир.
На творчество Гримшоу главным образом оказали влияние прерафаэлиты. Он начал писать пейзажи, проработанные до малейших деталей, с тщательным выбором освещения и цвета. Часто он писал пейзажи, типичные для определённого времени года или для определённых погодных условий. Очень характерны для него виды улиц и предместий, а также лунные пейзажи доков в Лондоне, Лидсе, Ливерпуле и Глазго. Ему удавалось удачно передавать эффекты освещения, и часто тем самым картины передавали настроение. Исследователи отмечали, что изображения освещённых газом улиц и туманных набережных несут в себе как теплоту, так и отчуждение городского пейзажа.
В более поздних работах он изображал воображаемые древнегреческие и древнеримские сцены, а также персонажей произведений Лонгфелло и Теннисона. Теннисон оказал на него столь сильное влияние, что Гримшоу дал всем своим детям имена персонажей стихотворений Теннисона.
В 1880-е годы Гримшоу работал в своей лондонской студии в Челси, недалеко от студии Уистлера. Последний, ознакомившись с творчеством Гримшоу, написал, что он изобрёл ноктюрн в живописи раньше самого Уистлера. Однако реалистические, почти фотореалистические пейзажи Гримшоу существенно отличались от символических ноктюрнов Уистлера. Отмечалось, что в его творчестве старая традиция сельских лунных пейзажей была перенесена в городскую среду и зафиксировала городской дождь и туман, создав образ викторианского города.
Гримшоу не оставил после себя никакого письменного наследия: ни писем, ни статей, ни книг. Он умер 13 октября 1893 года в Лидсе. Его творчество было забыто, и интерес к нему появился лишь во второй половине XX века, когда прошли несколько его крупных выставок. Крупнейшее собрание работ Гримшоу находится в городской галерее Лидса.

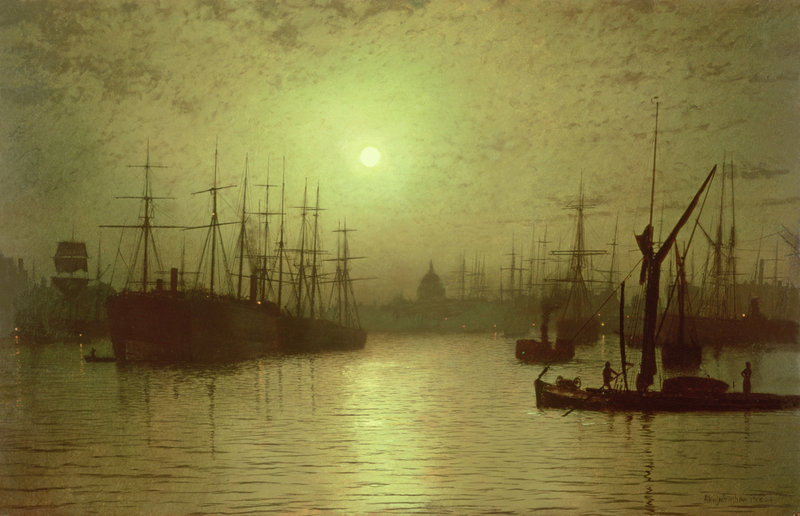
Сумерки на Темзе. 1880
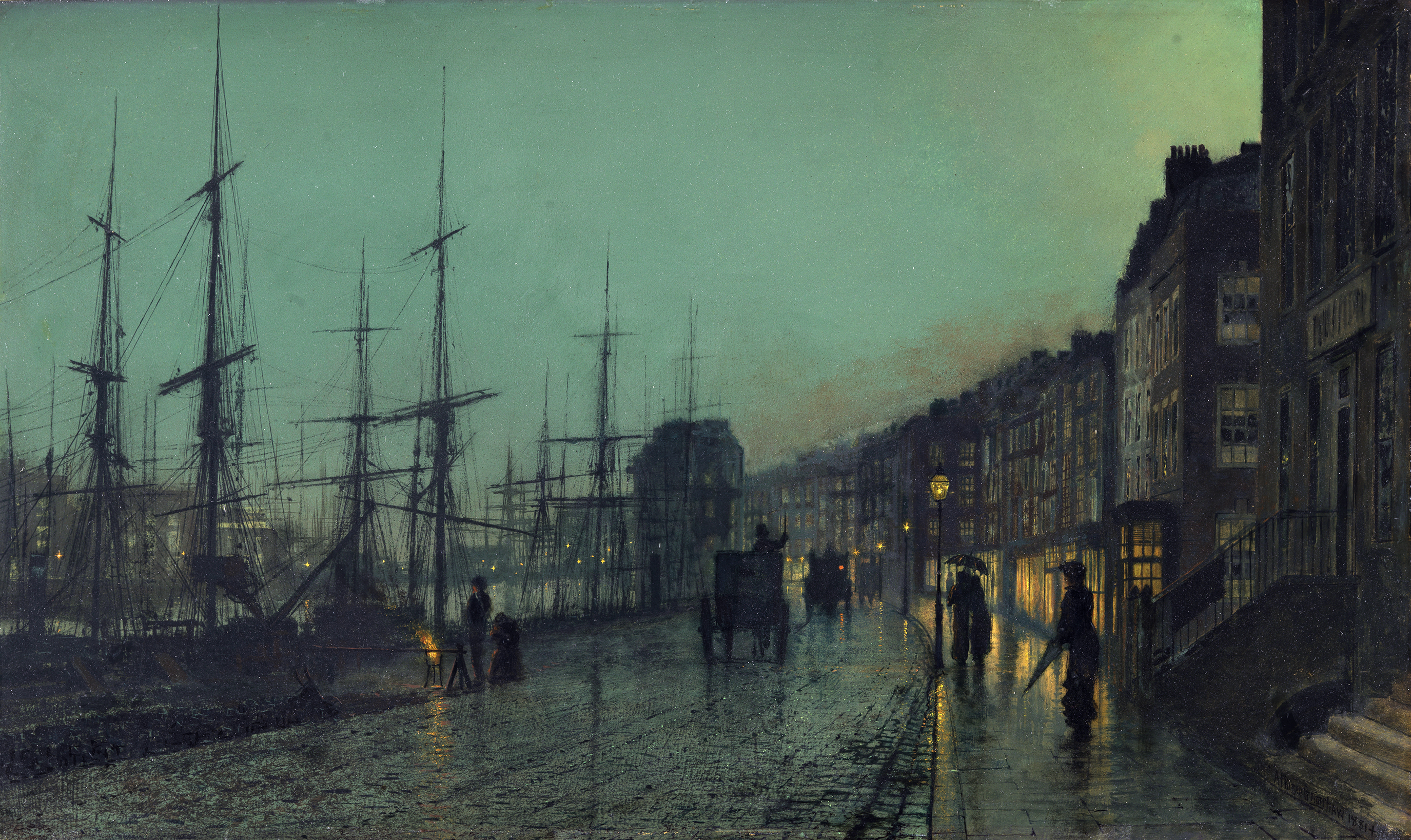
Корабли на Клайде. 1881
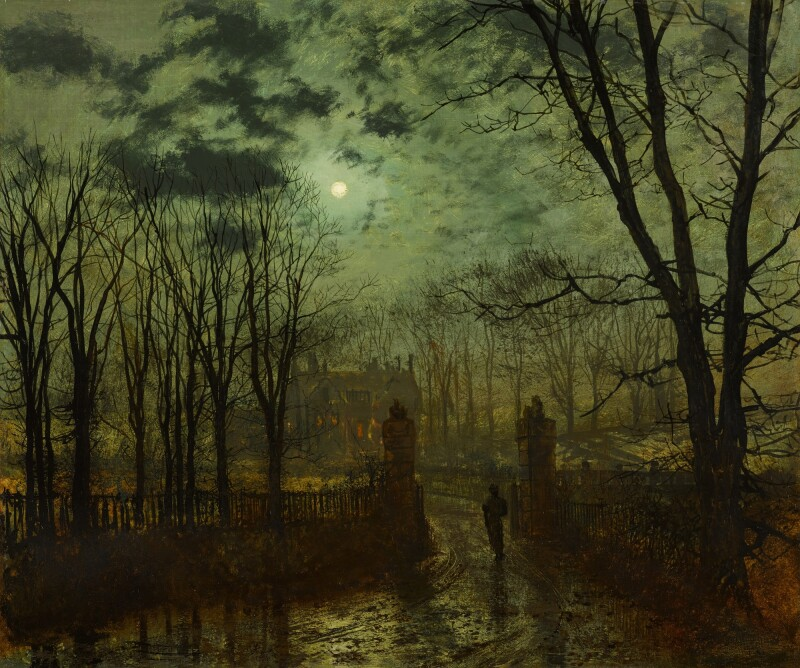
У ворот парка
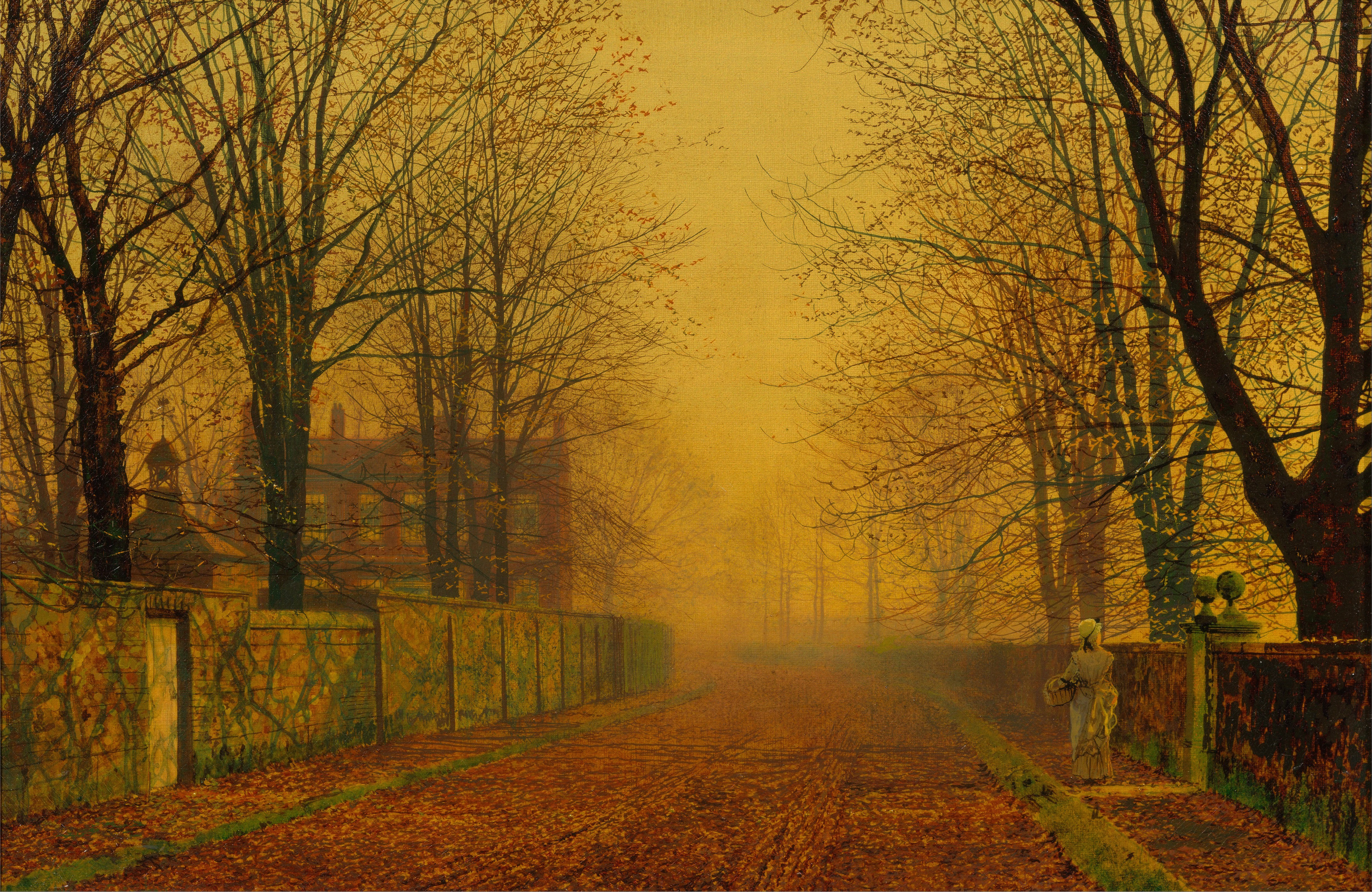
Вечерний свет. Ок. 1884